# Pimiento de Cayena (planta)

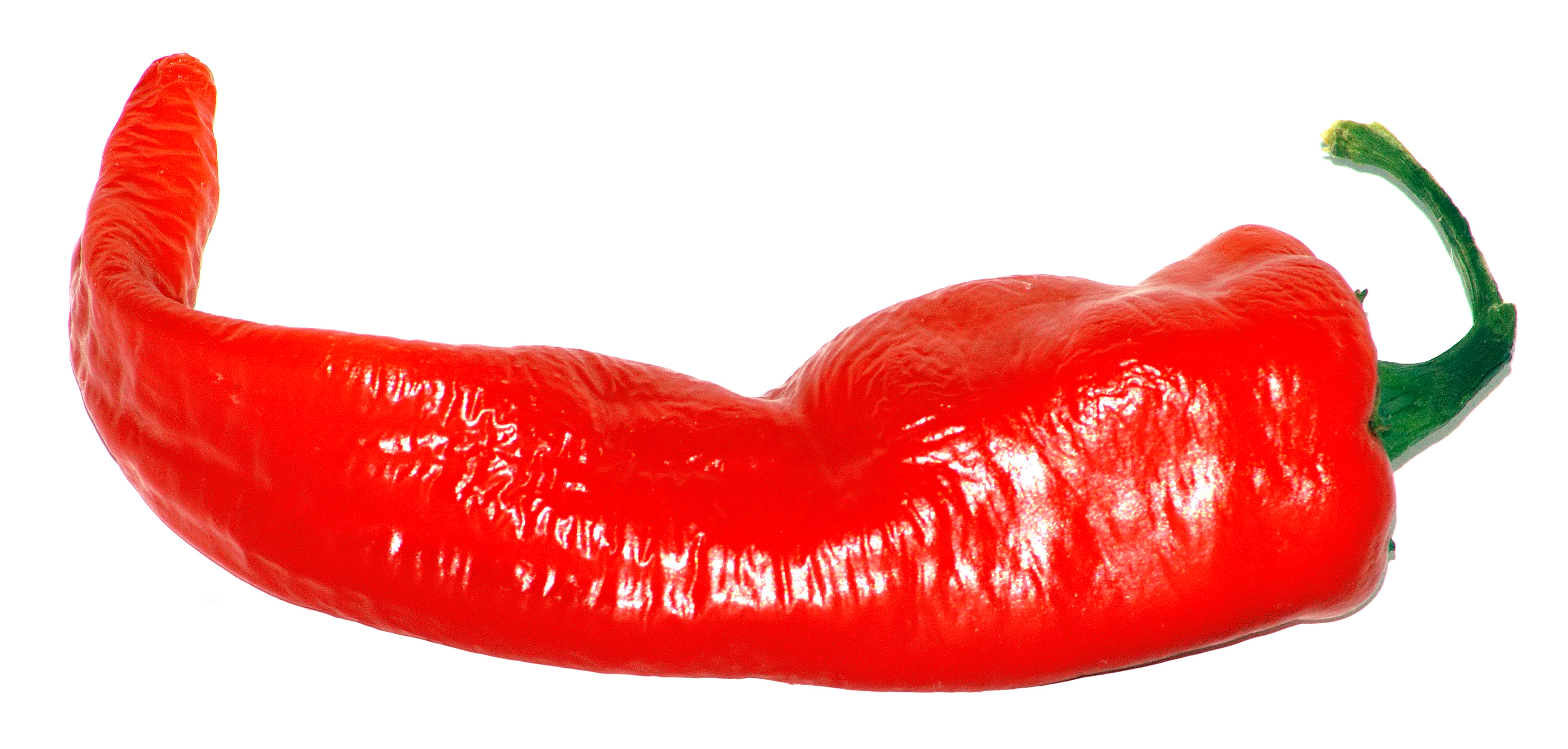
Una cayena roja grande

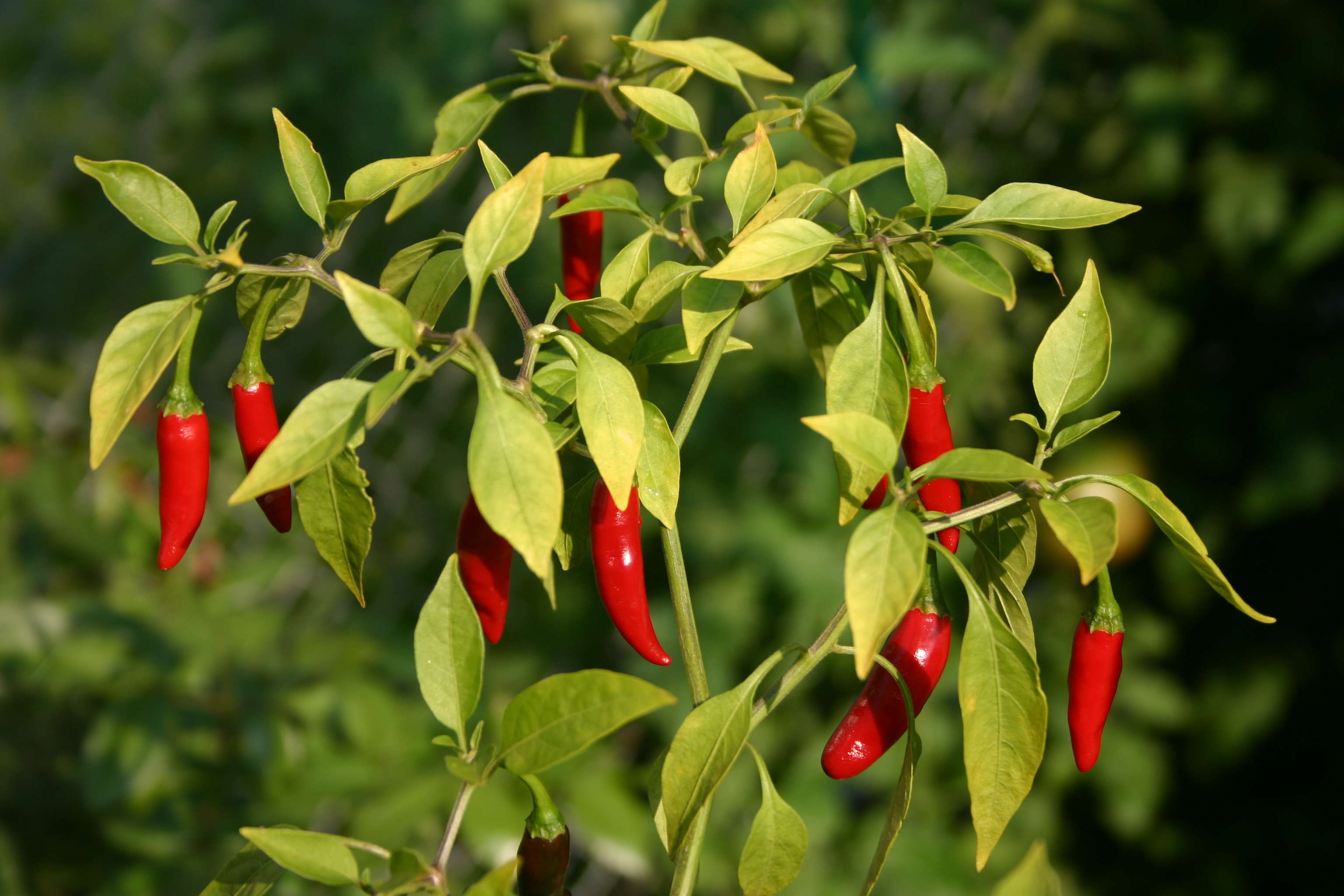
Los pimientos tailandeses, una pimienta de tipo cayena

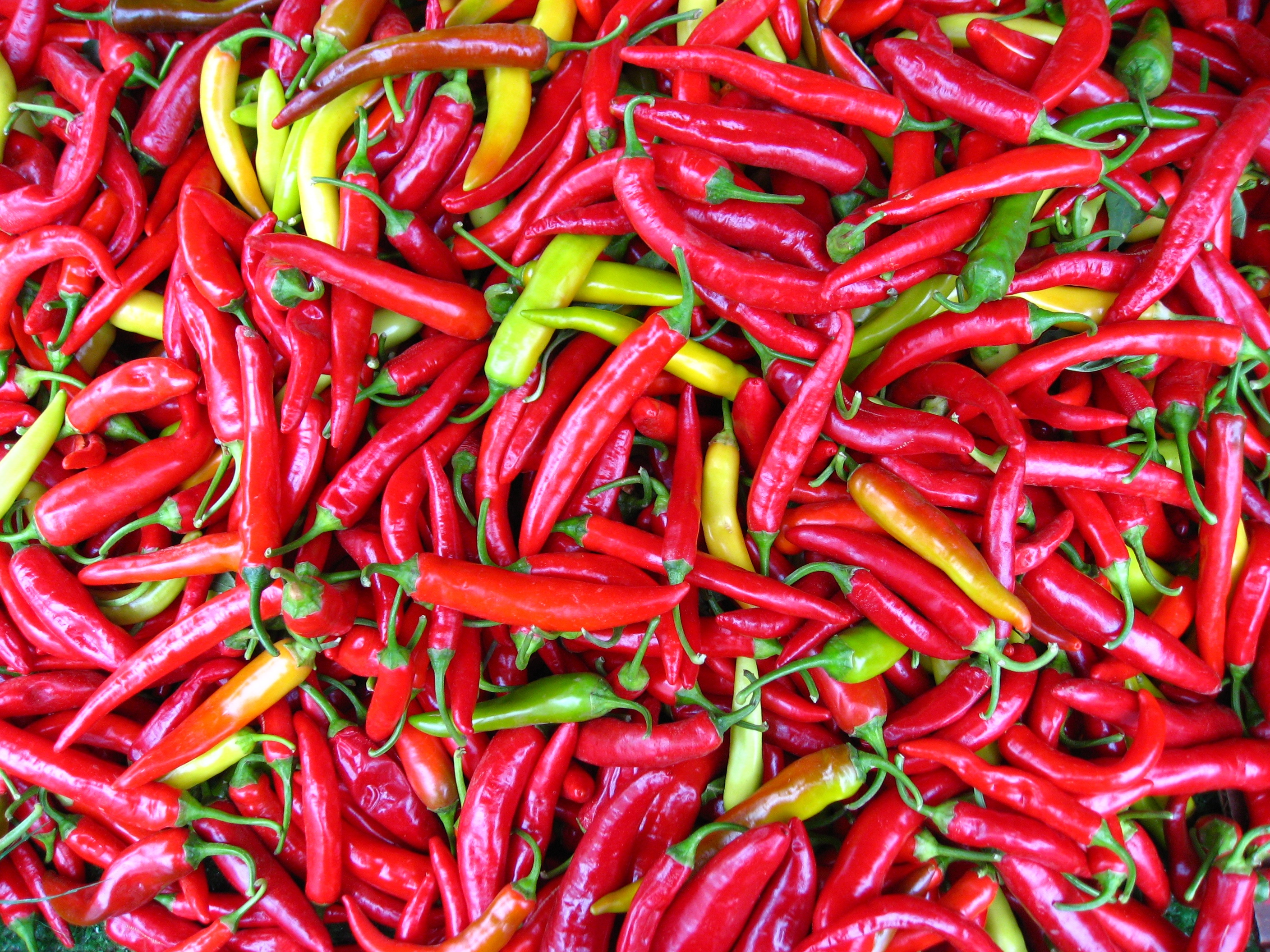
Capsicum frutescens

El pimiento de Cayena, también llamado simplemente cayena, es un tipo  de Capsicum annuum. Normalmente es un chile moderadamente picante, utilizado para sazonar platos. Los pimientos de cayena son un grupo de pimientos ahusados, de 10 a 25 cm de largo, generalmente delgados, mayoritariamente de color rojo, a menudo con una punta curvada y una piel un poco ondulada, que cuelga del arbusto, en lugar de crecer en posición vertical. La mayoría de las variedades se clasifican generalmente entre 30.000 y 50.000 unidades scoville.
Los frutos se secan y se muelen, generalmente para hacer la especia en polvo del mismo nombre, aunque el polvo de pimienta de cayena puede ser una mezcla de diferentes tipos de pimientos, a menudo sin pimienta de cayena, y puede o no contener las semillas.
La cayena se utiliza para cocinar platos picantes, tanto en polvo como en su forma entera. También se emplea como  suplemento herbal.

## Etimología
Se cree que la palabra 'cayena' es una corrupción de la palabra quiínia (también a veces escrita como  kyynha o kynnha) de la antigua lengua tupí, que se hablaba en Brasil, que significa pimiento. Es probable que el lugar denominado  Cayena en Francia se llamara así por los pimientos, y no a la inversa, a pesar de que se afirma comúnmente que la pimienta se llamaba así por la ciudad. Nicholas Culpeper, por ejemplo, utiliza la palabra 'pimienta de cayena' en 1652,  y la ciudad sólo fue renombrada como tal en 1777. También es posiblemente que se llame así por el Río de Cayena.
Culpeper, en su obra Completo Herbal de 1653, menciona la pimienta de cayena como sinónimo de lo que él llama "pimienta (guinea)" A finales del siglo XIX 'pimienta de Guinea' había pasado a significar chile de ojo de pájaro o piri-piri, aunque en su entrada se refiere a los pimientos de Capsicum en general.

## En cocina
El polvo de cayena puede ser una mezcla de diferentes tipos de chiles o pimientos. Se utiliza en su forma fresca, o como polvo seco en los mariscos, en todo tipo de platos con huevo   (huevos rellenos, tortillas, soufflés), carnes y guisos o estofados, cazuelas, platos de queso, salsas picantes, y curry.